# Fiona Graham
Fiona Graham (Melbourne, 1961. szeptember 16. – Perth, 2023. január 26.) ausztrál antropológus, dokumentum-filmrendező és producer. Több mint három éve dolgozik gésaként Tokió híres gésanegyedében, Aszakuszában a Szajuki nevet használva. A gésák hagyományai szerint természetesen nem fedi fel korát, de jelenleg is aktívan dolgozik.

## Életpályája
Fiona az Oxfordi Egyetemen Szerzett PhD-t szociális antropológiából, és egy M.B.A.-t. Ezután a Keio Egyetemen végzett pszichológiát és pedagógiát. Ő volt az első nyugati nő, aki a Keiko Egyetemen végzett. Fionát 2007. december 19-én avatták gésává Aszakuszában, miután befejezte megpróbáltató kiképzését. Ő az első nyugati, aki ebben a megtiszteltetésben részesülhetett. Szajuki több művészetben jártas, samiszen, éneklés, de elsődleges hangszere a yokobue (japán fuvola).
Szajuki kezdetben antropológia terepmunkaként tanult gésának, azonban később engedélyt kapott, hogy folytassa tanulmányait. Felavatása óta gésaként dolgozik Asakusában. Szajuki jelenleg egy kimonó-boltot működtet Aszakuszában. Emellett több nonprofit szervezetet is támogat: Refugee Internacional Japan (2009) és Hands-on Tokyo (2010).